# 金學均
金學均（：／ Kim Hak-kyun，1971年11月15日—），韓國前男子羽球運動員。
1989年，金學均與黃惠英一起贏得中國羽球公開賽混合雙打冠軍。在1992年夏季奧運會羽球男子單打比賽中，他在四分之一決賽以15比9和15比4輸給了來自印尼、後來贏得金牌的魏仁芳。1996年，他贏得韓國羽球公開賽男子單打冠軍。退役後，他擔任多年的韓國國家隊教練，並在2015年中成為韓國青少年羽球隊的主教練。

## 外部連結
- 金學均在BWFBadminton.com（英语）
- 金學均在BWF.TournamentSoftware.com（英语）
- 金學均在Olympics.com（英语）
- 金學均在Olympedia（英语）